# GHWE Nr. 51 bis 53
Die GHWE Nr. 51 bis 53 waren Dieseltriebwagen der Gardelegen-Haldensleben-Weferlinger Eisenbahn. Sie wurden 1939 von der Dessauer Waggonfabrik hergestellt. Sie wurden 1949 von der Deutschen Reichsbahn als VT 135 536–538 übernommen und bekamen ab 1970 die neue EDV-Bezeichnung 186 025–027.

## Geschichte
1939 wurden diese drei Fahrzeuge von der Gardelegen-Haldensleben-Weferlinger Eisenbahn als erste Dieseltriebwagen beschafft. Sie sollten die verwendeten Doppelstock-Schienenomnibusse GHWE T1–T9 zu ersetzen, die aus BVG-Bussen entstanden waren und bei denen im Betrieb Probleme auftraten.
Im Vergleich zu den holzbeplankten Sitzplätze der Dampfzüge hatten die Triebwagen gepolsterte Sitze, die eine wesentliche Erhöhung des Komforts darstellten. Die Vorräume der Triebwagen waren als Traglastenabteile mit insgesamt zehn Klappsitzen ausgebildet. 1940 folgte der vierte Dieseltriebwagen mit der Bezeichnung GHWE Nr. 61, der mit einer Zweimaschinenanlage ausgerüstet war. Im Wesentlichen stimmten die anderen technischen Parameter überein.
Die Triebwagen waren ausreichend motorisiert, so dass sie im Beiwagenbetrieb verwendet werden konnten.

### VT 135 536–538 / 186 025–027
Die Triebwagen wurden nach 1950 von der Deutschen Reichsbahn übernommen und als VT 135 536 bis VT 135 538 bezeichnet. Sie wurden bis 1972 ausgemustert, nachdem sie vorher die EDV-Bezeichnung 186 025 bis 186 027 erhalten hatten.

### VB 508–510
Mit den Triebwagen wurden drei kleinere Beiwagen beschafft, die ebenso vom Waggonbau Dessau stammten. Bei der Deutschen Reichsbahn wurden diese als VB 140 508 bis VB 140 510 bezeichnet.
Die Beiwagen wurden bis Mitte der 1980er Jahre eingesetzt, von ihnen ist der ehemalige VB 140 508 erhalten. Er diente zuerst als Hobbyraum bei einem Modelleisenbahnverein. Danach erwarb ihn das Brandenburgische Museum für Klein- und Privatbahnen und restaurierte ihn im Zustand der Deutschen Reichsbahn. Außerdem befindet sich ein Modell des Fahrzeuges im Handel.

## Konstruktive Merkmale
Die Triebwagen, die mit zu den größten Triebwagen von Klein- und Privatbahnen gehörten, hatten 7.000 mm Achsstand und 13.470 mm Lange über Puffer. Sie waren für ausreichend Traglastentransport in den Vorräumen konzipiert, die Vorräume besaßen Außentüren von 750 mm lichte Weite, die durch zusätzlich herausklappbare Wandteile auf 1000 mm lichte Weite vergrößert werden konnten. Der in Fahrtrichtung hintere Einstiegsraum wurde als zusätzlicher Gepäck- und Traglastenraum verwendet. Dafür konnte der Fahrschalter mit einem Rollladen verschlossen werden.
Die dieselmechanische Maschinenanlage bestand ursprünglich aus einem Junkers 7,5 t und nach einem zeitlich nicht bekannten Umbau aus einem VOMAG GR 3080 sowie einem Mylius-Getriebe. Der Triebwagen besaß 56 Sitzplätze.